# Тайога (Північна Дакота)
Тайога (англ. Tioga) — місто (англ. city) в США, в окрузі Вільямс штату Північна Дакота. Населення — 2202 особи (2020).

## Географія
Тайога розташована за координатами 48°23′54″ пн. ш. 102°56′19″ зх. д. / 48.39833° пн. ш. 102.93861° зх. д. (48.398451, -102.938492).  За даними Бюро перепису населення США в 2010 році місто мало площу 3,60 км², з яких 3,40 км² — суходіл та 0,20 км² — водойми. В 2017 році площа становила 5,34 км², з яких 5,12 км² — суходіл та 0,21 км² — водойми.

## Демографія
Згідно з переписом 2010 року, у місті мешкало 1230 осіб у 542 домогосподарствах у складі 323 родин. Густота населення становила 342 особи/км².  Було 619 помешкань (172/км²).
Расовий склад населення:
| - 96,9 % — білих - 0,6 % — азіатів - 0,5 % — корінних американців - 0,1 % — вихідців з тихоокеанських островів - 0,1 % — чорних або афроамериканців |

До двох чи більше рас належало 1,7 %. Частка іспаномовних становила 0,7 % від усіх жителів.
За віковим діапазоном населення розподілялося таким чином: 18,5 % — особи молодші 18 років, 56,1 % — особи у віці 18—64 років, 25,4 % — особи у віці 65 років та старші. Медіана віку мешканця становила 47,4 року. На 100 осіб жіночої статі у місті припадало 103,3 чоловіків;  на 100 жінок у віці від 18 років та старших — 100,6 чоловіків також старших 18 років.
Середній дохід на одне домашнє господарство  становив 76 348 доларів США (медіана — 57 090), а середній дохід на одну сім'ю — 87 837 доларів (медіана — 66 375). За межею бідності перебувало 3,7 % осіб, у тому числі 0,0 % дітей у віці до 18 років та 4,1 % осіб у віці 65 років та старших.
Цивільне працевлаштоване населення становило 490 осіб. Основні галузі зайнятості: сільське господарство, лісництво, риболовля — 42,7 %, освіта, охорона здоров'я та соціальна допомога — 14,9 %, роздрібна торгівля — 9,4 %, виробництво — 7,3 %.